# العلاقات المكسيكية الفنلندية
العلاقات المكسيكية الفنلندية هي العلاقات الثنائية التي تجمع بين المكسيك وفنلندا.

## مقارنة بين البلدين
هذه مقارنة عامة ومرجعية للدولتين:
| وجه المقارنة                                              | المكسيك                                                                               | فنلندا                                                                               |
| --------------------------------------------------------- | ------------------------------------------------------------------------------------- | ------------------------------------------------------------------------------------ |
| المساحة (كم2)                                             | 1.97 مليون                                                                            | 338.42 ألف                                                                           |
| عدد السكان (نسمة)                                         | 130.53 مليون                                                                          | 5.52 مليون                                                                           |
| الكثافة السكانية (ن./كم²)                                 | 66.26                                                                                 | 16.31                                                                                |
| العاصمة                                                   | مدينة مكسيكو                                                                          | هلسنكي                                                                               |
| اللغة الرسمية                                             | اللغة الإسبانية                                                                       | اللغة الفنلندية، اللغة السويدية                                                      |
| العملة                                                    | بيزو مكسيكي                                                                           | يورو، ماركا فنلندية                                                                  |
| الناتج المحلي الإجمالي (بليون دولار)                      | 1.15 تريليون                                                                          | 251.88 مليار                                                                         |
| الناتج المحلي الإجمالي (تعادل القوة الشرائية) بليون دولار | 2.16 تريليون                                                                          | 231.84 مليار                                                                         |
| الناتج المحلي الإجمالي الاسمي للفرد دولار أمريكي          | 9.01 ألف                                                                              | 42.31 ألف                                                                            |
| الناتج المحلي الإجمالي للفرد دولار أمريكي                 | 17.32 ألف                                                                             | 40.68 ألف                                                                            |
| مؤشر التنمية البشرية                                      | 0.756                                                                                 | 0.883                                                                                |
| رمز المكالمات الدولي                                      | +52                                                                                   | +358                                                                                 |
| رمز الإنترنت                                              | .mx                                                                                   | .fi                                                                                  |
| المنطقة الزمنية                                           | منطقة زمنية وسطى، المنطقة الزمنية الجبلية، زمن منطقة المحيط الهادئ، منطقة زمنية شرقية | ت ع م+02:00، ت ع م+03:00، أوروبا/هلسنكي ‏، توقيت شرق أوروبا، توقيت شرق أوروبا الصيفي ‏ |

## منظمات دولية مشتركة
يشترك البلدان في عضوية مجموعة من المنظمات الدولية، منها:
| علم المنظمة | اسم المنظمة                        | تاريخ انضمام المكسيك | تاريخ انضمام فنلندا |
| ----------- | ---------------------------------- | -------------------- | ------------------- |
|             | وكالة ضمان الاستثمار متعدد الأطراف | 1 يوليو 2009         | 28 ديسمبر 1988      |
|             | منظمة التعاون الاقتصادي والتنمية   | ?                    | 1969                |
|             | الأمم المتحدة                      | 7 نوفمبر 1945        | 14 ديسمبر 1955      |
|             | الفريق المعني برصد الأرض           | ?                    | ?                   |
|             | منظمة حظر الأسلحة الكيميائية       | ?                    | ?                   |
|             | منظمة التجارة العالمية             | 1995                 | 1995                |
|             | منظمة الشرطة الجنائية الدولية      | ?                    | ?                   |
|             | مؤسسة التنمية الدولية              | 24 أبريل 1961        | 29 ديسمبر 1960      |
|             | يونسكو                             | 4 نوفمبر 1946        | 10 أكتوبر 1956      |
|             | الاتحاد البريدي العالمي            | ?                    | ?                   |
|             | البنك الدولي للإنشاء والتعمير      | 31 ديسمبر 1945       | 14 يناير 1948       |
|             | المنظمة الهيدروغرافية الدولية      | ?                    | ?                   |
|             | الاتحاد الدولي للاتصالات           | 1 يوليو 1908         | 1 سبتمبر 1920       |
|             | مؤسسة التمويل الدولية              | 20 يوليو 1956        | 20 يوليو 1956       |
|             | مجموعة أستراليا                    | 2013                 | 1991                |
|             | مجموعة الموردين النوويين           | ?                    | ?                   |

## وصلات خارجية
- موقع وزارة الخارجية المكسيكية
- موقع وزارة الخارجية الفنلندية